# Magyaralmás
Magyaralmás is een plaats (község) en gemeente in het Hongaarse comitaat Fejér. Magyaralmás telt 1497 inwoners (2001).